# M10 Booker
M10 Booker – amerykański wóz wsparcia ogniowego (działo pancerne) zaprojektowane przez General Dynamics Land Systems dla US Army. Powstało jako rozwinięcie wozu bojowego Griffin II zwyciężając w programie budowy nowego czołgu lekkiego i wozu wsparcia Mobile Protected Firepower w czerwcu 2022 roku. Pierwsze zamówienie serii przedprodukcyjnej opiewa na 96 pojazdów, a pierwsze egzemplarze dostarczono w 2024 roku. 
Mimo klasyfikowania przez media M10 jako czołgu lekkiego ze względu na jego wygląd i projekt, oficerowie armii USA związani z projektem MPF uważają to przypisanie za niepoprawne. Przy wadze ponad 42 ton i wyposażeniu będzie on najprawdopodobniej pełnił rolę działa szturmowego. 
2 maja 2025 roku sekretarz armii Stanów Zjednoczonych Daniel P. Driscoll ogłosił anulowanie programu M10 Booker ze względu na wysokie koszty, słabo wynegocjowany kontrakt na wsparcie eksploatacji, zbyt dużą wagę i problemy konstrukcyjne.

## Historia
Prace nad nowym lekkim wozem bojowym dla US Army w ramach projektu Mobile Protected Firepower (MPF) rozpoczęły się w 2016 roku. Jego przeznaczeniem miało być wsparcie ogniowe lekkiej piechoty, działającej w ramach brygadowych zespołów bojowych piechoty (Infantry Brigade Combat Team, IBCT). Potrzeba wprowadzenia takiego pojazdu, będącego następcą wycofanego ze służby w 1997 roku czołgu lekkiego M551 Sheridan, została dostrzeżona po analizie ponownego ryzyka wystąpienia wojny konwencjonalnej, związanej z agresywnymi poczynaniami Rosji. W listopadzie 2017 roku armia rozesłała zapytania ofertowe do producentów. Do konkursu przystąpiły trzy firmy – SAIC wraz z ST Kinetics i John Cockerill zaproponowały zmodyfikowany wóz Hunter AFV z wieżą CMI 3105, BAE Systems zgłosił konstrukcję bazującą na przebudowanym lekkim czołgu M8 Buford, natomiast GDLS przedstawiło serię demonstratorów o nazwie Griffin opartych na platformach ASCOD i Ajax. W grudniu 2018 roku GDLS oraz BAE Systems zostały poproszone o przygotowanie 12 prototypów do prób. Pierwszy prototyp Griffina został zaprezentowany w kwietniu 2020 roku. W styczniu 2021 roku rozpoczęły się badania wojskowe i próby porównawcze. W marcu 2022 roku oferta BAE Systems została odrzucona, a 28 czerwca tego samego roku GDLS został ogłoszony zwycięzcą, otrzymując kontrakt o wartości 1,14 mld USD na produkcję małoseryjną 96 pojazdów MPF.
Nowy pojazd otrzymał w czerwcu 2023 roku oficjalne oznaczenie M10 i nazwę Booker na cześć dwóch żołnierzy noszących to samo nazwisko (niespokrewnionych ze sobą): 
- Roberta D. Bookera – szeregowca 133 pułku piechoty, który w 1943 roku w rejonie Fondouk w Tunezji miał ostrzeliwać przeciwnika ogniem z karabinu maszynowego mimo otrzymania postrzału i zginąć od kolejnej rany. Za bohaterstwo został pośmiertnie odznaczony Medalem Honoru.
- Stevona A. Bookera – sierżanta sztabowego i dowódcy czołgu M1A2, który podczas walk z oddziałami irackimi wzdłuż autostrady numer 8 w Bagdadzie bronił pluton przed wrogim ostrzałem korzystając z ciężkiego karabinu maszynowego M2, a po jego awarii leżąc na brzuchu na wieży czołgu przez 8 kilometrów przemarszu osłaniał własny czołg i resztę plutonu. Udało mu się zniszczyć jeden iracki pojazd zanim nie został trafiony. Został pośmiertnie odznaczony Krzyżem Wybitnej Służby.

W 2017 roku zakładano zamówienie ogółem 504 pojazdów, przy zakładanej cenie jednostkowej 6,4 mln dolarów. Po pierwszym zamówieniu na 96 pojazdów, w 2024 roku GDLS otrzymał kolejny kontrakt na kontynuowanie produkcji małoseryjnej. Koszt jednostkowy pojazdu przy produkcji małoseryjnej w 2025 roku wynosił 13,95 mln dolarów.

## Konstrukcja

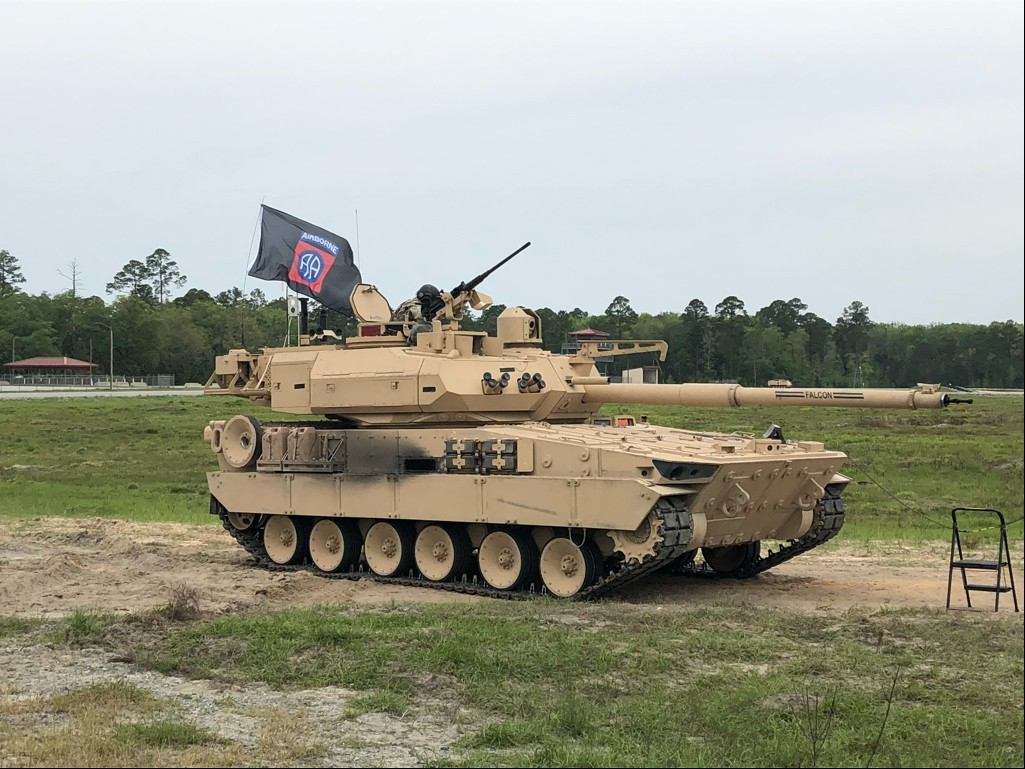
M10 Booker podczas testów

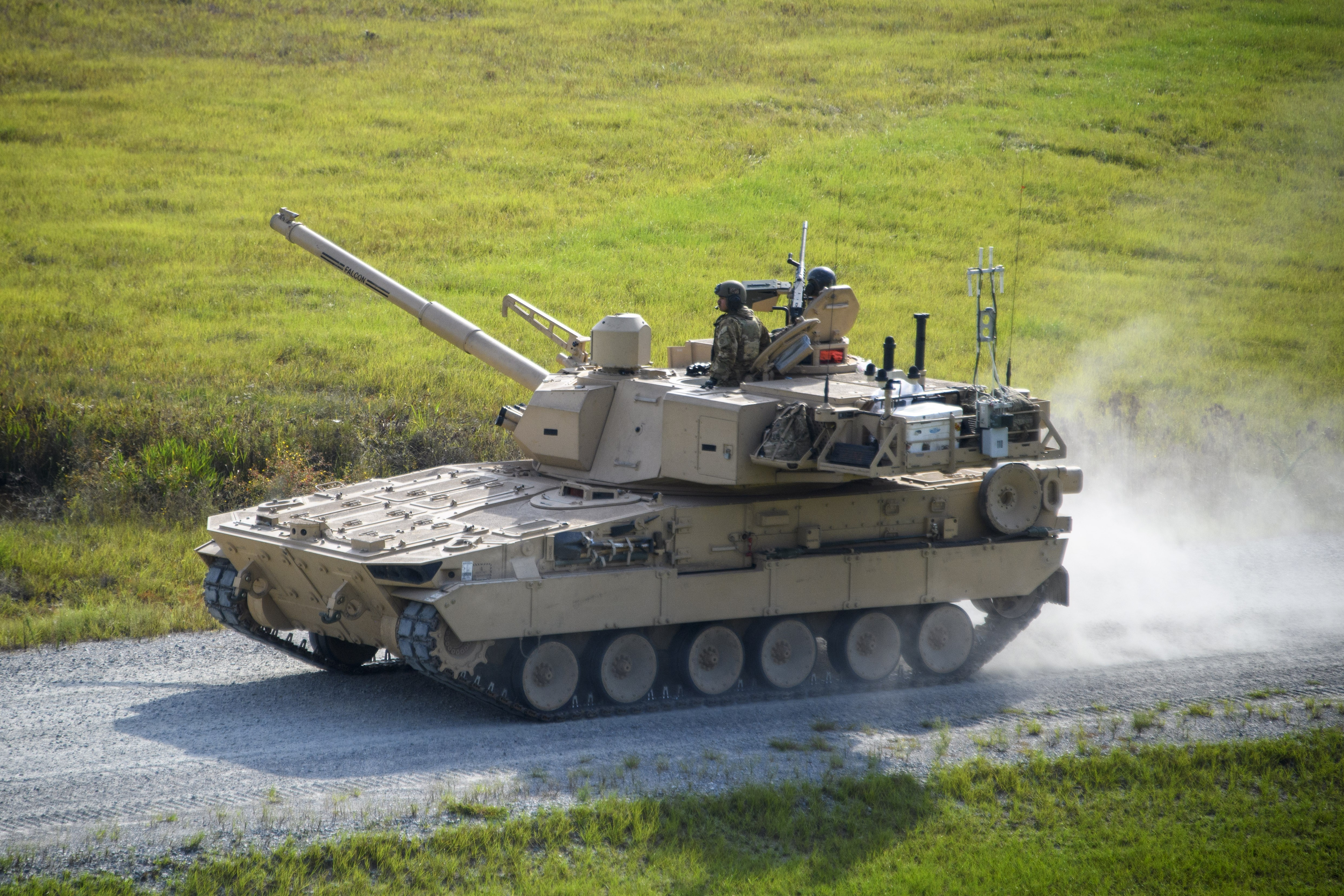
M10 Booker w trakcie jazdy

M10 ma klasyczny układ wnętrza z kierowcą siedzącym obok przedziału silnikowego na przodzie i wieżą umieszczoną z tyłu pojazdu, w której umieszczono stanowiska dowódcy, działonowego oraz celowniczego. Sama wieża jest wzorowana na czołgowej M1 Abrams, wykorzystując ten sam system kierowania ogniem, co w M1A2 Sep V3, oraz niezależny termowizor dowódcy CITV. Kadłub bazuje na rozwiązaniach stosowanych w bojowych wozach piechoty ASCOD z umieszczonymi na nim dodatkowymi panelami ochronnymi i zwiększoną ochroną dna przed fugasami. Podobnie do czołgu M1, M10 również posiada wydzielony izolowany magazyn amunicji. 
Pierwsze wersje M10 są napędzane przez czterosuwowy wysokoprężny silnik Diesla MTU o mocy 800 KM, jednak docelowo napęd ma stanowić dwusuwowy motor ACE firmy Cummins. Obydwie jednostki są spięte z przekładnią Allison 3040 MX. Szacowana prędkość pojazdu to 65 km/h na drodze przy zasięgu 305 km. Zastosowano również zawieszenie hydropneumatyczne. Według założeń projektowych samolotem C-17 Globemaster będzie można transportować dwa takie pojazdy.
Uzbrojeniem głównym jest gwintowana armata M35 kalibru 105 mm o długości lufy 52 kalibry (L/52). Zapas amunicji nie został ujawniony, szacowany jest na ponad 40 nabojów. Skuteczny zasięg strzału wynosi do 4 km. Działo jest w pełni stabilizowane i spięte z cyfrowym systemem celowania; może korzystać ze standardowej amunicji NATO. Dodatkowo załoga ma do dyspozycji sprzężony z działem karabin maszynowy M240B kalibru 7,62 mm, ciężki karabin maszynowy M2HB kalibru 12,7 mm umieszczony na stropie wieży oraz wyrzutnie granatów dymnych po obu jej stronach. Ponadto wieża jest przystosowana do zamontowania w niej automatu ładowania i ewentualnego przezbrojenia na armatę w kalibrze 120 mm.

## Służba
Pierwszą jednostką, która miała otrzymać nowe pojazdy, była 82 Dywizja Powietrznodesantowa stacjonująca w Fort Bragg w Karolinie Północnej. Pierwszy M10 armia amerykańska odebrała w lutym 2024 roku, a oficjalnie pojazd zaprezentowano 18 kwietnia. Przewidywano, że pierwsza kompania 14 pojazdów będzie gotowa do działań latem 2025 roku, a w czwartym kwartale zostanie sformowany w tej dywizji pierwszy trzykompanijny batalion liczący 42 maszyny. Według założeń, do 2035 roku US Army planowała posiadać łącznie 504 pojazdy. Oprócz jednostek lekkiej piechoty Armii USA przewidywano, że otrzyma je także Gwardia Narodowa.
Siły Zbrojne USA do połowy 2025 roku planowały przeprowadzenie wstępnych testów operacyjnych wraz z testowymi strzelaniami i obroną przed zagrożeniami ze strony wrogiej elektroniki. Wnioski miały być wykorzystane w poprawkach, po których miało nastąpić wdrożenie do pełnej produkcji seryjnej.
Zgodnie z rozpoczętą przez sekretarza obrony Stanów Zjednoczonych Pete'a Hegsetha restrukturyzacją armii, 2 maja 2025 roku ogłoszono zakończenie programu M10 Booker. Według słów sekretarza armii Dana Driscolla: „Chcieliśmy zbudować mały czołg, który byłby zwinny i możliwy do zrzucenia na spadochronie tam, gdzie regularne czołgi nie mogłyby dotrzeć. (...) Dostaliśmy ciężki czołg.”. Kolejnym problemem była źle wynegocjowana umowa na serwisowanie maszyn nie dająca wystarczających możliwości naprawczych samej armii. Użytkująca testowo maszyny 101 Dywizja Powietrznodesantowa miała kłopoty ze zbyt dużą wagą Bookera – z 11 mostów w Forcie Campbell, gdzie stacjonuje jednostka, aż 8 nie było projektowanych do udźwignięcia 42-tonowego pojazdu; dodatkowo przez przekroczoną założoną masę samolot transportowy C-17 Globemaster mógł transportować w ładowni tylko jeden taki pojazd naraz zamiast dwóch, co nie różniło się od transportowania czołgu M1A2 Abrams.
Przyszłość już wyprodukowanych maszyn nie jest znana – mogą zostać przeniesione do innych jednostek zmechanizowanych, sprzedane za granicę lub zmagazynowane.